# NGC 3456
NGC 3456 ist eine Balken-Spiralgalaxie vom Hubble-Typ SBc im Sternbild Becher am Südsternhimmel. Sie ist schätzungsweise 183 Millionen Lichtjahre von der Milchstraße entfernt.
Das Objekt wurde am 8. Februar 1785 von Wilhelm Herschel entdeckt.